# ザ・ラカンターズ
ザ・ラカンターズ（The Raconteurs）は、アメリカのオルタナティヴ・ロック・バンド。旧友同士4人が2005年に結成、翌年にデビューした。

## 略歴
ザ・ホワイト・ストライプスのジャック・ホワイトのギターと、ブレンダン・ベンソンとジャック・ホワイトの掛け合いによるリード・ボーカル、それを支えるグリーンホーンズの2人によるリズム隊が特徴。
基本的には荒々しいガレージ・ロックを基調としているが、ホーン・セクションやピアノなど様々な楽器を使用し、楽曲のバリエーションは豊富。古風なノスタルジアを連想させる曲およびアートワークが多い。
2008年、英国グラストンベリー・フェスティバルに出演。
2014年から活動を休止していたが、2018年12月に新曲を発売し、2019年には日本公演も行った。2019年6月21日には11年ぶりとなるスタジオ・アルバムとして『ヘルプ・アス・ストレンジャー』をリリースした。

## メンバー
- ジャック・ホワイト (Jack White) - ボーカル、ギター、キーボード、オルガン、ピアノ、スタイロフォン、マンドリン
  - デトロイト出身。ザ・ホワイト・ストライプスのボーカル、ギターとしても知られている。
- ブレンダン・ベンソン (Brendan Benson) - ボーカル、ギター、キーボード、オルガン、ピアノ
  - デトロイト出身。シンガー・ソングライターとしても活動している。
- ジャック・ローレンス (Jack Lawrence) - ベース、バンジョー、バック・ボーカル
  - 北ケンタッキー出身。シンシナティを拠点として活動するグリーンホーンズのベーシストでもある。
- パトリック・キーラー (Patrick Keeler) - ドラム、パーカッション、バック・ボーカル
  - ローレンスと共にグリーンホーンズのドラマーとして活動している。

ツアー・メンバー
- ディーン・ファーティタ (Dean Fertita) - キーボード、パーカッション、ギター、バック・ボーカル (2006年、2011年、2019年– )
- マーク・ワトラス (Mark Watrous) - キーボード、パーカッション、ヴァイオリン、ボーカル (2008年)

## ディスコグラフィ

### スタジオ・アルバム
- 『ブロークン・ボーイ・ソルジャーズ』 - Broken Boy Soldiers （2006年）
- 『コンソーラーズ・オブ・ザ・ロンリー』 - Consolers of the Lonely （2008年）
- 『ヘルプ・アス・ストレンジャー』 - Help Us Stranger (2019年)